# Fédération tunisienne de boules et pétanque
La Fédération tunisienne de boules et pétanque (FTBP) est l'organisme qui a pour but de promouvoir la pratique des jeux de boules et de la pétanque en Tunisie.

## Présidents
- 1956-1960 : Ali Raïs et Hédi Dhrif
- 1960-1983 : Jilani Ouelbani
- 1983-1992 : Moncef Halouani
- 1992-1999 : Mondher Attalah
- 1999-2006 : Moncef Halouani
- 2006-2022 : Mohamed Lassaâd Eddhif
- depuis 2024 : Mohamed Hassen Dakhlaoui[2]